# Vincent Kartheiser
Vincent Paul Kartheiser, född 5 maj 1979 i Minneapolis, Minnesota, är en amerikansk skådespelare. 
Han har bland annat medverkat i tv-serien Angel och i långfilmen Alpha Dog. Kartheiser spelar också rollen som Pete Campbell i Mad Men. 
Mellan 2014 och 2022 var Kartheiser gift med skådespelaren Alexis Bledel. Paret träffades 2012 när de spelade mot varandra i femte säsongen av Mad Men. Paret har ett barn tillsammans.

## Filmografi i urval
- 1998 – Another Day in Paradise
- 2002–2004 – Angel (TV-serie)
- 2006 – Alpha Dog
- 2007–2015 – Mad Men (TV-serie)
- 2011 – In Time
- 2011 – Rango (röst)
- 2018 – Das Boot (TV-serie)